# 9080 Takayanagi
A 9080 Takayanagi (ideiglenes jelöléssel 1994 TP) a Naprendszer kisbolygóövében található aszteroida. Kin Endate és Vatanabe Kazuró fedezte fel 1994. október 2-án.